# Mechanitis arcana
Mechanitis arcana är en fjärilsart som beskrevs av Richard Haensch 1909. Mechanitis arcana ingår i släktet Mechanitis och familjen praktfjärilar. Inga underarter finns listade i Catalogue of Life.